# Cécile et Kevin
Vous pouvez aider à l'améliorer ou bien discuter des problèmes sur sa page de discussion.
- Il ne cite pas suffisamment ses sources. Vous pouvez indiquer les passages à sourcer avec {{référence nécessaire}} ou {{Référence souhaitée}}, et inclure les références utiles en les liant aux notes de bas de page. (Marqué depuis mars 2024)
- Certaines informations devraient être mieux reliées aux sources mentionnées dans la bibliographie ou les liens externes. Améliorez sa vérifiabilité en les associant par des références. (Marqué depuis mars 2024)

- Archive Wikiwix
- Bing
- Cairn
- DuckDuckGo
- E. Universalis
- Gallica
- Google
- G. Books
- G. News
- G. Scholar
- Persée
- Qwant
- (zh) Baidu
- (ru) Yandex
- (wd) trouver des œuvres sur Wikidata

Cécile et Kevin est une série d'animation française produite par Kalos et Made in PM de 20 épisodes de 1 minutes 30 secondes et diffusée sur TFOU à partir de Novembre 2011. La série est soutenue et accompagnée par l'UNICEF.

## Synopsis
Cécile et Kevin sont deux enfants d'une dizaine d'années. Dans chaque épisode, l'un d'eux fait preuve d'intolérance et d'incompréhension face à une catégorie de population (personne âgée, personne handicapée physique ou mentale, personne noire, etc.). À chaque fois, Cécile ou Kevin se retrouve à la place de la personne dont il ou elle s'est moqué et découvre ce que l'intolérance provoque.
Chaque épisode se conclut par le slogan Tous différents, tous ensemble !.
Bien que portant sur des thèmes parfois graves comme le racisme, la série utilise tous les registres de l'humour pour parvenir à ses fins, sans redouter d'être parfois politiquement incorrecte.

## Créateurs
La série a été créée, écrite et réalisée par Fernando Worcel, Nicolas Sedel et Franck Salomé.
Marion Billet et Baptiste Lucas ont assuré la création graphique de la série et Benoit Mouet la musique.
La production a été initiée et suivie par Anne Evrard pour Kalos et Coralie Boitrelle pour TFOU.

## Distribution française
- Clara Quilichini : Cécile
- Antoine Fonck : Kevin
- Dorothée Pousséo
- Fily Keita
- Céline Ronté
- Alexis Tomassian

## Diffusion
Outre la diffusion télé, la série est également diffusée dans les écoles par l'UNICEF avec un matériel d'accompagnement comprenant un livret et des jeux.

## Récompense
La série a obtenu en Juin 2013 le Prix Media Jeunesse de la Fondation Enfance Majuscule. 

## Liste des épisodes
1. Si c'était moi qui étais noir
2. Si c'était moi en fauteuil roulant
3. Si c'était moi la fille
4. Si c'était moi qui étais sourde
5. Si c'était moi "le moche"
6. Si c'était moi le gros
7. Si c'était moi le pauvre
8. Si c'était moi le trouillard
9. Si c'était moi le handicapé mental
10. Si c'était moi le petit
11. Si c'était moi le boutonneux
12. Si c'était moi le dernier de la classe
13. Si c'était moi le maigre
14. Si c'était moi le timide
15. Si c'était moi la personne âgée
16. Si c'était moi le bègue
17. Si c'était moi le nul en sport
18. Si c'était moi qui ne parle pas français
19. Si c'était moi l'allergique
20. Si c'était moi le bigleux